# Luka Šušnjara
Luka Šušnjara (ur. 4 kwietnia 1997 w Lublanie) – słoweński piłkarz grający na pozycji lewego napastnika. Od 2024 roku zawodnik macedońskiego klubu Wardar Skopje. W latach 2017–2018 młodzieżowy reprezentant kraju.

## Kariera juniorska
Wychowanek NK Domžale, do 2014 roku wychowywał się w szkółce tego zespołu. 5 sierpnia 2014 roku trafił do akademii Atalanty Bergamo. Zadebiutował w niej 28 stycznia 2015 roku w meczu przeciwko AS Romie, przegranym 3:2. Luka Šušnjara wszedł na boisko w 76. minucie. Pierwszego gola strzelił 16 maja 2015 roku w meczu przeciwko Cagliari, wygranym 5:1. Luka Šušnjara, mimo że pojawił się na boisku w 70. minucie, 10 minut później strzelił gola. Łącznie rozegrał 15 ligowych meczów i strzelił 2 gole, i zanotował asystę.

## Kariera seniorska
1 sierpnia 2015 roku wrócił do NK Domžale.
27 lipca 2016 roku został wypożyczony do NK Dob. W drugiej lidze słoweńskiej zadebiutował 28 sierpnia 2016 roku w meczu przeciwko NK Verzej, zremisowanym bezbramkowo. Luka Šušnjara wszedł na boisko w 46. minucie. Łącznie rozegrał tam 4 mecze ligowe.
12 stycznia 2017 roku powrócił z wypożyczenia, ale 16 lutego został ponownie wypożyczony, tym razem do NK Kranj. Zadebiutował tam 12 marca 2017 roku w meczu przeciwko NK Verzej, wygranym 1:0. Pierwsze dwie bramki strzelił 13 kwietnia, w meczu przeciwko temu samemu zespołowi. Do siatki trafiał w 55. i 70. minucie, a mecz zakończy się wynikiem 2:0. Łącznie rozegrał 9 ligowych meczów i strzelił 2 gole.
30 czerwca 2017 roku powrócił z wypożyczenia, ale tydzień później został wykupiony przez NK Celje. W ekstraklasie słoweńskiej zadebiutował 23 lipca 2017 roku w meczu przeciwko NK Domzale, wygranym 4:0. Pierwszą asystę zaliczył 3 listopada 2017 roku w meczu przeciwko NK Rudar Velenje, wygranym 2:1. Luka Šušnjara asystował przy golu w 35. minucie. Pierwszego gola strzelił 3 grudnia 2017 roku w meczu przeciwko NK Krsko, przegranym 3:1. Luka Šušnjara do siatki trafił w 63. minucie. Łącznie w NK Celje rozegrał 11 ligowych meczów, strzelił gola i miał asystę.
10 stycznia 2018 roku został zawodnikiem NŠ Mura. Zadebiutował tam 11 marca 2018 roku w meczu 2. ligi słoweńskiej przeciwko ND Ilirija 1911. Pierwszego gola strzelił 31 marca w meczu przeciwko NK Verzej, wygranym 0:8. Luka Šušnjara strzelił gola w 10. minucie. Pierwszą asystę zaliczył już w słoweńskiej ekstraklasie. 16 marca 2019 roku w meczu przeciwko NK Krsko, wygranym 5:0, Luka Šušnjara asystował przy golu w 46. minucie. Grał w dwóch meczach eliminacji do Ligi Europy. W sezonie 2019/2020 zdobył puchar Słowenii, grając we wszystkich meczach i strzelając 3 gole. Łącznie dla zespołu z Mury rozegrał 77 meczów, strzelił 14 goli i zanotował 6 asyst.
24 sierpnia 2020 roku został zawodnikiem FC Chambly. W Ligue 2 zadebiutował 29 sierpnia 2020 roku w meczu przeciwko Chamois Niortais FC, zremisowanym 1:1. Łącznie w Ligue 2 rozegrał 11 meczów.
26 stycznia 2021 roku trafił do Wisły Płock. W Polsce zadebiutował 14 lutego w meczu przeciwko Lechowi Poznań, wygranym 1:0. Strzelił wtedy gola, 2 minuty po wejściu na boisko. Łącznie do 24 lipca 2021 roku rozegrał 5 meczów i strzelił gola.
1 stycznia 2022 roku wrócił do ojczyzny i został graczem FC Koper. Podpisał dwuletni kontrakt.

## Kariera reprezentacyjna
W reprezentacji Słowenii U-21 zadebiutował 13 listopada 2017 roku w meczu przeciwko Francji, przegranym 1:3. Pierwszego gola strzelił 12 października roku następnego, w meczu przeciwko Bułgarii, zremisowanym 1:1. Gola strzelił w 63. minucie. Łącznie w tej reprezentacji rozegrał 3 mecze i strzelił gola.